# Lepturges comminus
Lepturges comminus är en skalbaggsart som beskrevs av Monné 1977. Lepturges comminus ingår i släktet Lepturges och familjen långhorningar. Inga underarter finns listade i Catalogue of Life.